# Charles Wyplosz
Charles Wypłosz, né le 5 septembre 1947 à Vichy, est un économiste français.

## Biographie

### Famille
Allié par son mariage à la grande famille Monod, protestante du pays de Gex qui, sous Louis XV, préfère l’exil à l’abjuration avant de revenir s’installer en France à la Révolution, la femme de Charles Wyplosz fait partie des 1 200 descendants de Jean Monod (1765-1836) : une famille dont de nombreux membres ont acquis une certaine notoriété dans des domaines aussi divers que la médecine, les arts, l’université, la banque ou la religion.
Théodore Monod, Jérôme Monod, Jean-Luc Godard, Clara Dupont-Monod et Jean-Noël Jeanneney sont des cousins éloignés.

### Diplômes
- Ingénieur diplômé de l'École centrale Paris en 1970
- Titulaire d'un DES de statistiques en 1972
- Titulaire d'un PhD d'économie à l'université Harvard en 1978.

### Carrière
De 1978 à 1996, il est assistant, professeur d'économie puis doyen associé à l'INSEAD et de 1986 à 1996 directeur d'étude à l'École des hautes études en sciences sociales. Il est depuis 1995 professeur d'économie à l'Institut de hautes études internationales et du développement de Genève.
Il a co-fondé le journal Economic Policy en 1984 dont il a été rédacteur pendant 12 ans. Il a été conseiller auprès du gouvernement de la fédération de Russie entre 1992 et 1998, consultant auprès du FMI, de la Banque mondiale, et du Harvard Institute for International Development. Il a également été directeur de programme en macroéconomie internationale au Centre for Economic Policy Research (CEPR) et membre du groupe d'économistes indépendants conseillers auprès du président de la Commission européenne
Ses domaines d'études sont la macroéconomie, le taux de change et le marché du travail. Il a beaucoup travaillé sur la monnaie particulièrement le Système monétaire européen, l'Union monétaire européenne, les crises monétaires et la mobilité des capitaux ainsi que la transformation économique des anciennes économies communistes.
Il est membre du Conseil d'Orientation du think tank de centre gauche En Temps Réel.
Depuis décembre 2005, il est membre du comité éditorial de l'agence intellectuelle Telos et l'un de ses auteurs principaux.

## Idées et analyses
Il avance que l'immigration est profitable à l'emploi, notamment parce que « les immigrés à bas salaires permettent de maintenir sur place des activités qui auraient autrement disparu » et qu'ils sont « une main-d’œuvre flexible ».
En août 2007, constatant le blocage du marché des crédits interbancaires et l'injection de milliards d’euros de liquidité dans le marché monétaire par les banques centrales, il analyse la gravité de la crise ainsi : « Sommes-nous au bord d’une crise financière de première grandeur, qui risque de plonger le monde dans la tourmente ? Très probablement pas ». La crise financière est alors pour lui essentiellement la crise des subprimes. Avec l'intervention des grandes banques centrales, il prévoit que « tant que ces accès de fièvre restent circonscrits aux marchés financiers, la croissance que nous connaissons devrait se poursuivre ».
Il se déclare partisan d'une indépendance de la banque centrale vis-à-vis de l'État.
En juin 2018, il évoque les retraités, « ces touchants cheveux blancs », les baby-boomers de « [s]a génération » qui seraient « désormais menacés de paupérisation ». Pourtant, selon lui, cette génération « a eu toutes les chances. C’est la première à ne pas avoir connu la guerre sur notre sol. Elle a grandi dans des écoles et des universités publiques qui fonctionnaient plutôt bien. Elle est arrivée à l’âge adulte dans un pays sans chômage. Elle a vu son niveau de vie augmenter plus vite que jamais, deux fois plus vite que les générations suivantes. Ses membres sont partis à la retraite plus tôt que leurs parents et que ne le feront leurs enfants, et leurs retraites sont aussi plus généreuses. Ils sont nés avec une dette publique très faible mais ont laissé aux générations suivantes un fardeau gigantesque. À un moment de notre histoire où il faut bien arrêter les dérives du passé en demandant à ceux qui en ont profité de contribuer leur écot, les retraités qui manifestent ne manque[nt] pas de toupet. »

## Ouvrages
- avec Pascal Riché, L'Union monétaire de l'Europe, Le Seuil, 1993.
- avec Olivier Blanchard et Jean Pisani-Ferry, L'Europe déclassée, Flammarion 2005,  (ISBN 2-08-210503-2).
- dir., avec Lionel Fontagné et Richard Robert, Le Monde selon Telos, Presses Universitaires de France, 2006.
- avec Michael Burda, Macroéconomie. Une perspective européenne, De Boeck, 1re éd., sept. 1993  (ISBN 978-2804117337) ; 6e éd., août 2014  (ISBN 978-2804184032).
- avec Zaki Laïdi, Les 20 chantiers de l'Élysée. Propositions pour 2007, Hachette, 2007,  (ISBN 2-01-237276-7).
- avec Jacques Delpla, La Fin des privilèges, payer pour réformer, Hachette Litterature, 2007.
- avec Richard Badwin, The Economics of European Integration, 1re éd. 2004, 6e éd. McGraw Hill Higher Education, 2019.